# S-400 Triumf
Das S-400 Triumf (russisch С-400 Триумф, deutsch: Triumph) ist ein Langstrecken-Boden-Luft-Lenkwaffensystem, das in der Sowjetunion sowie in Russland entwickelt wurde und heute unter anderem von den Streitkräften Russlands verwendet wird. Der NATO-Codename lautet SA-21 Growler und im GRAU-Index trägt es die Bezeichnung 40R6.

## Entwicklung
Anfang der 1980er-Jahre wurden in der Sowjetunion unter Leitung von Alexander Lemanski eine Studie zu einem Nachfolgesystem für die im Einsatz stehenden Langstrecken-Boden-Luft-Lenkwaffensysteme S-200 (NATO-Codename SA-5 Gammon) erstellt. Das neue System sollte im Jahr 2003 bei den Sowjetischen Luftverteidigungsstreitkräften (PWO) eingeführt werden. Das erste Projekt mit der Bezeichnung S-400 wurde von der staatlichen Kommission abgelehnt, da es zu teuer war und keine Marschflugkörper und ballistischen Raketen abfangen konnte. In den späten 1980er-Jahren wurde das Projekt unter dem Codenamen Triumf wieder aufgegriffen und weiterentwickelt. Am 22. August 1991 erteilten das Zentralkomitee der KPdSU und der Ministerrat der UdSSR den Auftrag zur Entwicklung des nun S-400 Triumf bezeichneten Systems. Die Entwicklung wurde Almas zugesprochen und die neuen Lenkflugkörper sollten von MKB Fakel entwickelt werden.
Nach dem Zerfall der Sowjetunion kam das Programm nur schleppend voran und stand aufgrund von Reorganisationen, Streitigkeiten und finanziellen Problemen immer wieder still. Am 7. Juli 1999 wurde das Programm durch einen Regierungserlass offiziell wiederbelebt. Dabei wurde der ursprüngliche Auftrag, die S-200 durch ein neuentwickeltes Langstreckensystem zu ersetzen, grundlegend abgeändert. Anstelle eines kompletten Neuentwurfs griff man jetzt auf das Flugabwehrsystem S-300PM-2 (NATO-Codename SA-20 Gargoyle) zurück, welches man tiefgreifend modernisieren wollte. Daraufhin wurde das Programm zunächst unter der Bezeichnung S-300PM-3 weitergeführt. Obwohl das Programm wenig mit dem ursprünglichen Projekt zu tun hatte, wurde aus Vermarktungsgründen später wieder die ursprüngliche Bezeichnung S-400 Triumf übernommen.
Nach Tests mit den neuen 48N6DM-Lenkflugkörpern zwischen 1999 und 2003 wurden die Abnahmetests der Staatsbehörden 2005 abgeschlossen. Am 6. August 2007 wurde die erste S-400-Batterie mit 48N6DM-Lenkflugkörpern in der Nähe von Elektrostal in Dienst gestellt.
Danach folgten Exporte in verschiedene Staaten, wobei der erste Exportkunde die Volksrepublik China war. Dabei hatte es zu der von russischen Medien „gepriesenen“ S-400 Kommentare aus China gegeben, wonach die S-400 „eine frisch bemalte S-300P“ sei, in dem Sinne, dass sie sich in ihren Fähigkeiten nicht markant unterscheiden würden.

## Technik
Die S-400 ist die finale Entwicklungsstufe des Flugabwehrsystems S-300P und verwendet 70–80 % der Technologie von diesem. Es ist ein allwetterfähiges Flugabwehrraketen-System zur Abwehr von Hubschraubern, Flugzeugen, unbemannten Luftfahrzeugen, Marschflugkörpern, Luft-Boden-Raketen sowie ballistischen Raketen. Weiter kann die S-400 auch gegen stationäre Bodenziele eingesetzt werden. Dabei soll mit der 48N6D-Lenkwaffe eine Schussdistanz von über 200 km erzielt werden. Gemäß Hersteller soll ein S-400 in der Lage sein, Flugziele auf eine Distanz von 5 bis 380 km sowie in einem Höhenbereich von 10 bis 30.000 m zu bekämpfen. Weiter können ballistische Kurz- und Mittelstreckenraketen mit einer Maximalreichweite von 3500 km abgefangen werden. Diese sollen bis zu einer maximalen Fluggeschwindigkeit von 4.800 m/s (17.280 km/h) auf eine Distanz von 60 km bekämpft werden können. Mit dem System S-400 ist Herstellerangaben zufolge die Bekämpfung folgender Ziele möglich:
- überschallschnelle Kampfflugzeuge in allen Höhenbereichen
- hochfliegende und weit entfernte Frühwarnflugzeuge
- Ziele mit kleinem Radarquerschnitt, wie Stealth-Fluggeräte, Marschflugkörper, unbemannte Luftfahrzeuge oder Abstandslenkwaffen
- Ballistische Raketen

Aufgrund der großen Reichweite sollen gegnerische Luftabwehr-Unterdrückungsflugzeuge neutralisiert werden, bevor diese selbst in Angriffsreichweite kommen. Weiter sollen Frühwarnflugzeuge auf große Distanzen bekämpft werden, so dass sich diese nicht dem eigenen Luftraum nähern können. Dabei kann die Zielerfassung wahlweise mit aktivem oder passivem Radar erfolgen. Weiter soll das S-400-System auch mit Radardaten von dem russischen Frühwarnflugzeug Berijew A-50 versorgt werden können.
Das S-400-System besteht im Groben aus den folgenden Komponenten: Einem Feuerleitradar, einem Überwachungsradar, einem Feuerleitstand, den Lenkflugkörperstartern sowie weiteren Komponenten für den autonomen oder verbundenen Einsatz.

### Radare

#### 92N2 Feuerleitradar

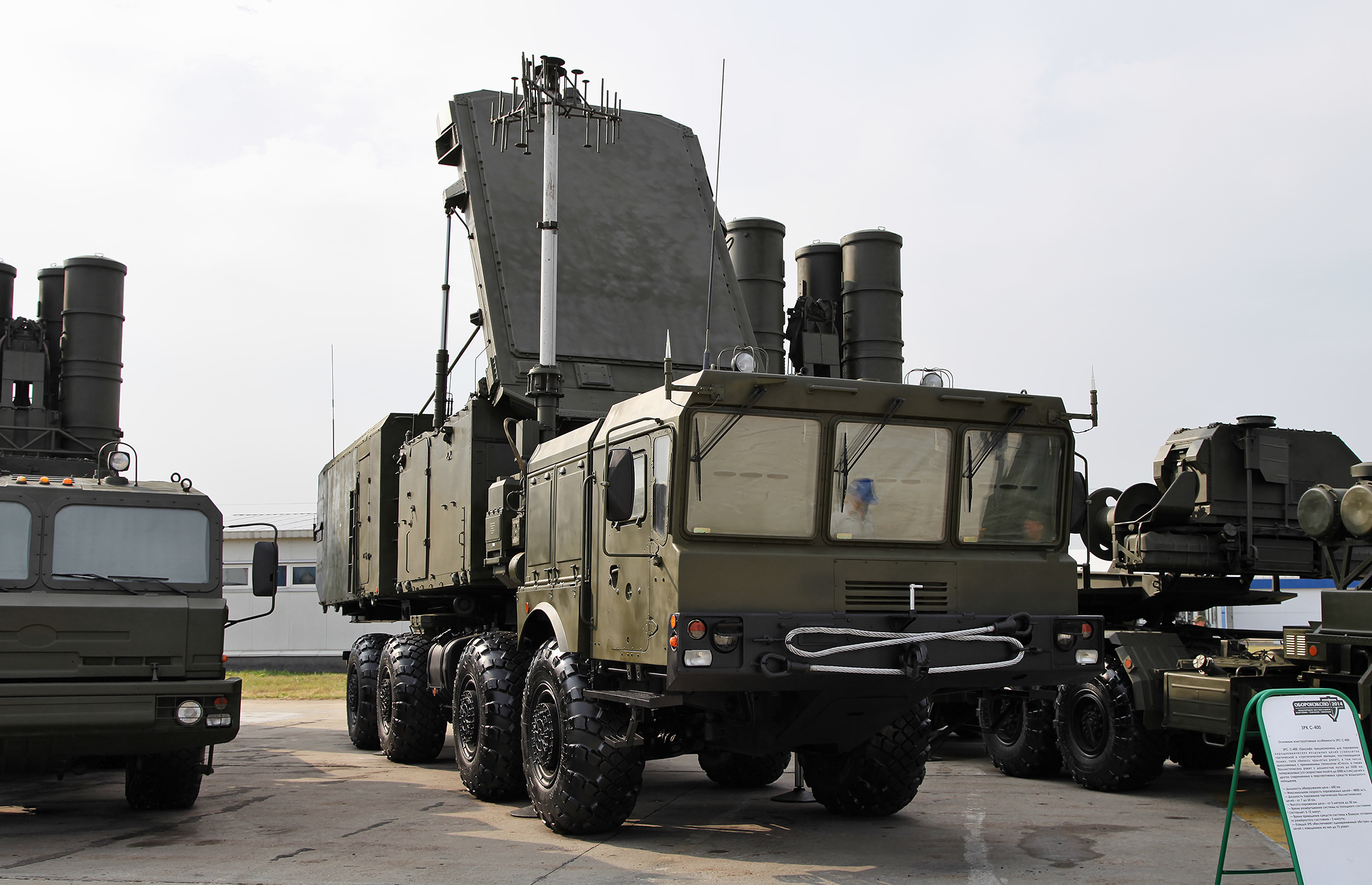
92N2-Feuerleitradar auf Basis eines MZKT-7930-Lkw

Das 92N2-Feuerleitradar ist eine Weiterentwicklung des 36N85-Radars der S-300PM-2 und hat den NATO-Codenamen Gravestone. Es verwendet eine Phased-Array-Antenne mit planaren Arrays mit einer Fläche von etwa 2,75 m² und ist mit rund 10.000 Phasenschiebern bestückt. Die Antenne funktioniert nach dem Prinzip der passiven, frequenzgesteuerten Phased-Array-Antenne (PESA) und arbeitet im I/J-Band mit Zentimeterwellen. Der Radarkomplex besteht aus zwei Kabinen auf einem Trägerfahrzeug – einer Bedienerkabine und einer Antennenkabine mit dem 3D-Puls-Doppler-Radar auf dem Dach. Am Radar ist ein Freund-Feind-Erkennungs-System (IFF) verbaut. In der Bedienerkabine sind für Bediener ein Plotextraktor, ein Radarsichtgerät, ein Statusboard sowie der Feuerleitcomputer und Konsolen verbaut. Der Feuerleitcomputer verwendet Rechner vom Typ Elbrus 90 Micro. Das Radar führt gleichzeitig die Ermittlung der Zieldaten, Zielverfolgung, sowie die Suche nach weiteren Luftzielen durch (Track-while-scan). Es kann zeitgleich 100 Flugziele verfolgen und dabei gleichzeitig bis zu 12 Lenkflugkörper in der finalen Abfangphase mittels dem TVM-Verfahren gegen sechs Ziele steuern. Dabei können die Lenkflugkörper gegen Ziele mit einer Fluggeschwindigkeit von bis zu 4.800 m/s gesteuert werden. Die Installierte Radarreichweite beträgt rund 400 km.
Nach Angaben des Herstellers sowie des russischen Militärs soll das Radar mehr als sechs Ziele gleichzeitig bekämpfen können. Denkbar ist eine Bekämpfung von mehr als sechs Zielen gleichzeitig beim Einsatz von Lenkflugkörpern mit aktivem Suchkopf (9M96, 40N6). Allerdings gibt es bisher keine verlässlichen Anzeichen für eine Integration der Flugkörper der 9M96-Serie und keine öffentlichen Erkenntnisse über die tatsächlichen Leistungen des 40N6-Flugkörpers.
Das Radarkomplex ist auf einem MZKT-7930-Lkw untergebracht und kann wie das 96L6 auf die 40W6M- und 40W6MD-Masten aufgebaut werden.

#### 91N6 Überwachungsradar
Das 91N6-Überwachungs- und Zielzuweisungsradar ist eine Weiterentwicklung des 64N6-Radars der S-300PM-2 und hat den NATO-Codenamen Big Bird-E. Das 91N6-Radar verwendet eine doppelseitige Phased-Array-Antenne mit einem Hornstrahler. Die Radarantenne lässt sich im Azimut um 360° drehen. Die Antennenfläche hat rund 2.700 Phasenschieber pro Seite und funktioniert nach dem Prinzip der passiven, frequenzgesteuerten Phased-Array-Antennen (PESA). Das Radar arbeitet im S-Band und die installierte Radarreichweite beträgt 600 km. Die maximale Genauigkeit bei der Azimutauflösung liegt bei 0,5 Grad und der maximale Fehler bei der Distanzmessung beträgt 200 m. Mit dem Radar können Ziele in einem 360°-Rundkreis erfasst und begleitet werden. Das Radar kann gleichzeitig 300 Ziele detektieren und 100 davon begleiten. Das System verfügt über ein eigenes Freund-Feind-Erkennungs-System (IFF) und die ermittelten Zieldaten werden automatisch an den 55K6-Feuerleitstand weitergeleitet.
Das Radarsystem ist auf einem MZKT-7930-LKW mit Anhänger installiert. Die Bereitschaft kann innerhalb von fünf Minuten hergestellt werden.

#### 96L6 Überwachungsradar

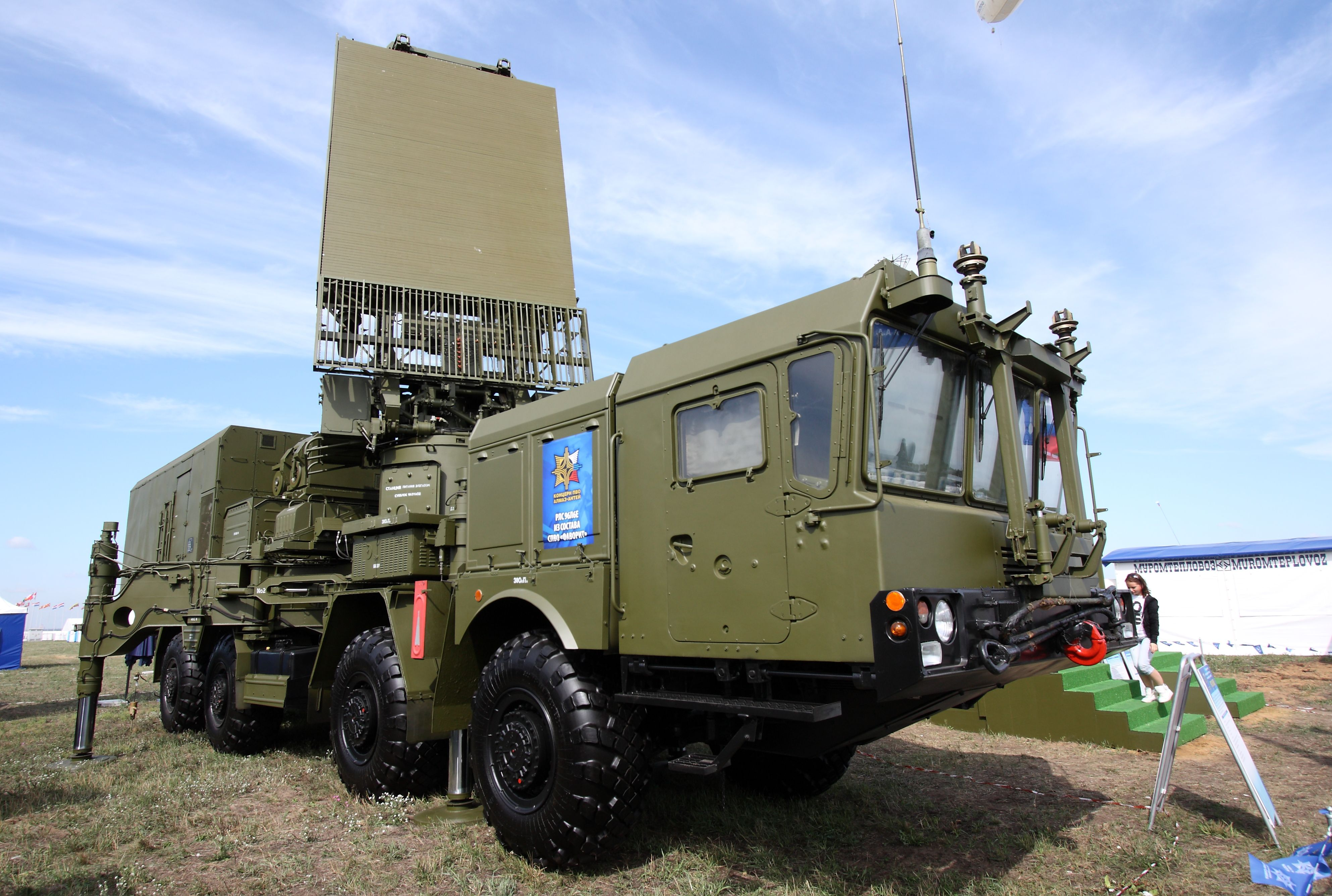
96L6E-Radar auf der MAKS-2011

Wird eine S-400-Batterie autonom, ohne das 91N6-Überwachungsradar, eingesetzt, wird das 96L6, ein 3D-Überwachungs- und Zielverfolgungsradar, verwendet. Der NATO-Codename für dieses Radar lautet  Cheese Board und die Exportbezeichnung ist 96L6E. Es hat eine Erfassungsreichweite von 5 bis 300 km und arbeitet mit Wellenlängen im Zentimeterbereich. Das System besteht aus einer Kabine für die Bediener und einer Phased-Array-Antenne mit einem Öffnungswinkel von −3° bis 60° im Höhenwinkel und 360° im Azimut. Das Antennendiagramm hat im Höhenwinkel eine Halbwertsbreite von 1,5° bis 3° und im Azimut von 2,3°. Eine volle Umdrehung der Sendeantenne dauert zwölf Sekunden. Wie beim 91N6 können während der Ermittlung von Zieldaten weitere Ziele gesucht und erfasst werden (Track-while-scan). Es können bis zu 100 Ziele mit einer Geschwindigkeit zwischen 30 und 2.800 m/s erfasst werden. Die ermittelten Daten werden direkt an die Feuerleitradare der Batterien gesendet.
Untergebracht ist die komplette Anlage auf einem MZKT-7930-Lkw, die Einsatzbereitschaft ist innerhalb von fünf Minuten hergestellt. In tief durchschnittenem oder stark bewaldetem Terrain kann die Antenne auf einen 40W6M- oder 40W6MD-Mast gesetzt werden. Das Aufstellen der Masten dauert je nach Mast zwischen 40 und 60 Minuten und erhöht die Zeit zur Einsatzbereitschaft erheblich.
Der Hersteller hat folgende Suchparameter für die Exportversion 96L6E veröffentlicht:
| Suchoption                    | Rundum-Überwachung | Sektorenüberwachung | Tieffliegererfassung |
| ----------------------------- | ------------------ | ------------------- | -------------------- |
| Suchsektor Azimut             | 360°               | 120°                | 360°                 |
| Suchsektor Höhenwinkel        | −3° bis +20°       | −3° bis +60°        | 0 bis 1,5°           |
| Geschwindigkeitsbereich       | 30 bis 1.200 m/s   | 50 bis 2.800 m/s    | 30 bis 1.200 m/s     |
| Updaterate unterer Suchsektor | 6 Sekunden         | 5,5 Sekunden        | 6 Sekunden           |
| Updaterate oberer Suchsektor  | 12 Sekunden        | 13,5 Sekunden       | 6 Sekunden           |

#### Weitere Radare
Auf Stufe Brigade können zur Luftraumüberwachung die Radare 1L119 NEBO-U, 59N6 Protivnik-GE und 67N6 Gamma-D verwendet werden. Weiter können auf dieser Stufe auch die Passiven Radare 85W6 Orion, 85W6-A Wega, 1L222M Awtabaza oder 96L6-WP eingesetzt werden. Optional kann auch ein 76N6-Radar (Tieffliegerradar 5N66 des Systems S-300P, NATO-Codename Clam Shell) an das S-400 angebunden werden.

### Feuerleitstand

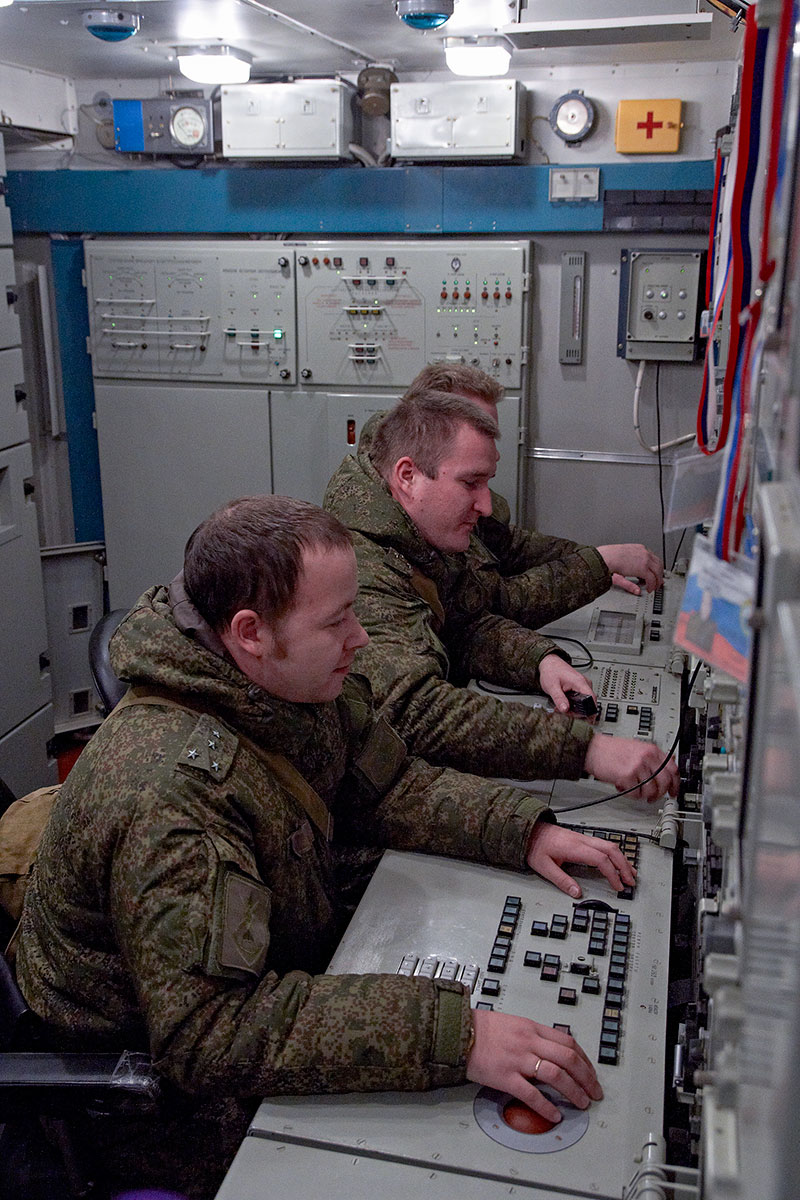
Bediener in einem 55K6-Feuerleitstand

Mit dem S-400-System kommt auf Stufe Regiment ein zentraler Feuerleitstand zum Einsatz. Dieser ist auf einem Ural-532301-Lkw untergebracht und trägt die Bezeichnung 55K6. Der Feuerleitstand ist direkt an das 91N6-Überwachungs- und Zielzuweisungsradar angebunden. Das Gesamtsystem mit dem 55K6-Feuerleitstand und dem 91N6-Radar wird als 30K6 bezeichnet. Aus dem Feuerleitstand führen fünf Bediener den Feuerkampf, wobei sie auch Anweisungen von einem übergeordneten Gefechtsstand erhalten können. Der 30K6-Feuerleitstand kann die Feuerkampfführung von sechs S-400-Batterien koordinieren und diesen je sechs Ziele zuweisen. So kann ein S-400-Regiment zeitgleich 72 Lenkwaffen gegen 36 Luftziele zum Einsatz bringen. Der Feuerleitstand verfügt über Kommunikationseinrichtungen, die es dem Kampfführungspersonal erlauben, mit verschiedenen Aufklärungs- und Führungssystemen zu kommunizieren. Im Feuerleitstand werden folgende Aktionen ausgeführt:
- Kontrolle und Überwachung der Radare der Batterien
- Akquisition, Identifikation, Verfolgung der Luftziele
- Freund-Feind-Erkennung (IFF)
- Prioritätszuweisung der einzelnen Luftziele und die Weitergabe der gefährlichsten an die Feuerleitradare der Batterien (max. sechs Ziele pro Batterie)
- Kontrolle und Koordination der Elektronischen Gegenmaßnahmen
- Koordination der Batterien im verbundenen Einsatz
- Datenaustausch mit benachbarten Einheiten sowie der übergeordneten Stufe

### Lenkflugkörperstarter

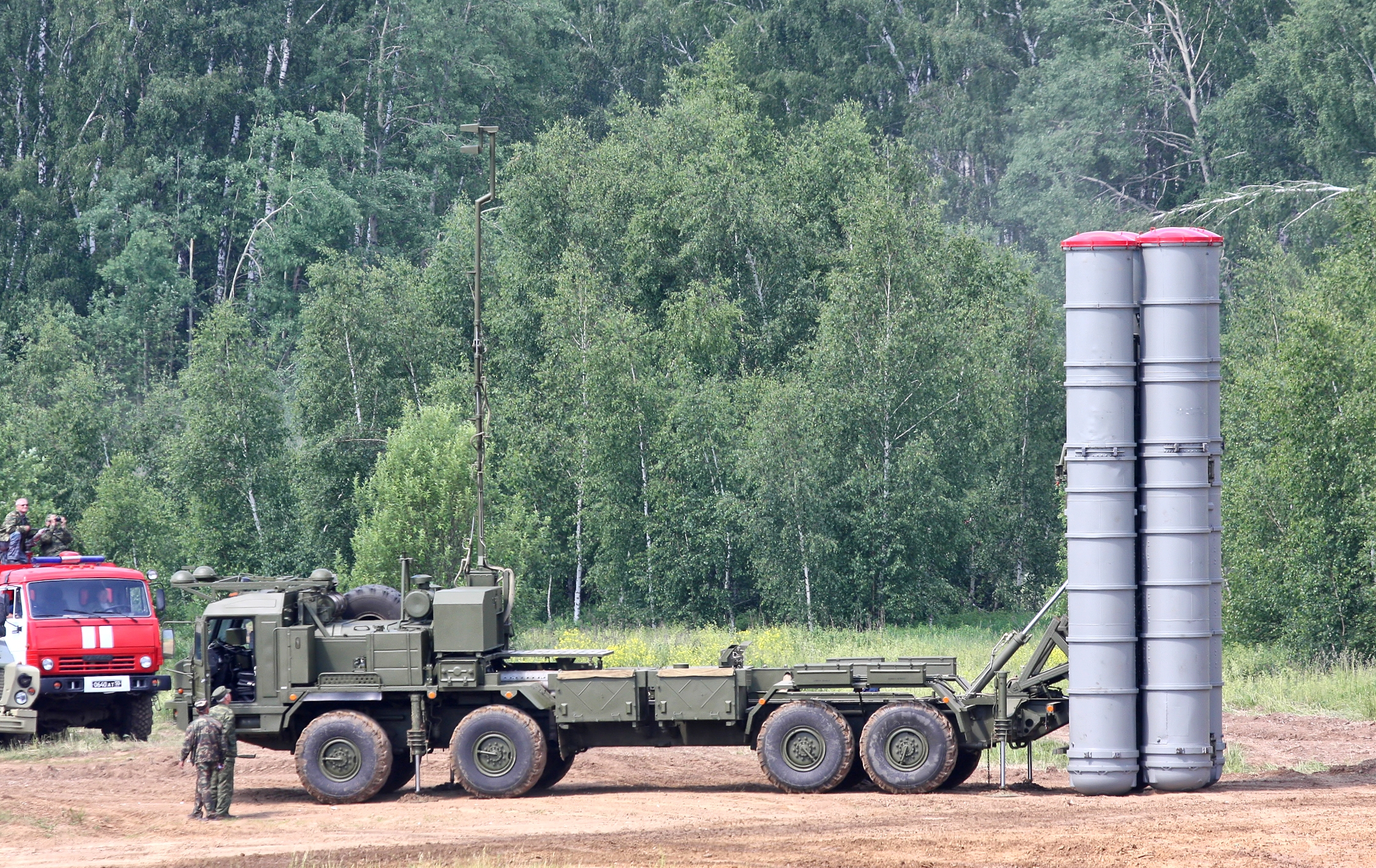
9P90S-Lenkflugkörperstarter in der Startposition

Die Lenkflugkörper-Starter können sowohl auf einem Anhängersystem installiert oder auf Lastkraftwagen verbaut werden. Beide Ausführungen sind schnell verlegbar und straßenmobil. Der Lenkflugkörper-Starter auf einem Anhänger wird als 5P85T2 bezeichnet und von einem BAZ-64022 (6×6) gezogen. Die selbstfahrenden Starter sind auf einem 8×8-Lkw vom Typ MAZ-7910 oder MAZ-7930 verbaut. Diese werden als 5P85SM2/SE2, 51P6 und 5P90S bezeichnet. Auf jedem Lenkflugkörper-Starter sind vier Transport- und Startbehälter für die Lenkflugkörper untergebracht. Um den Lenkflugkörper-Starter feuerbereit zu machen, wird er zuerst auf Spreizbeine gestellt. Danach werden die Transport- und Startbehälter über das Heck in einem Winkel von 90 ° angestellt. Der Start der Lenkflugkörper erfolgt direkt ab diesen Fahrzeugen.

### Lenkflugkörper

#### 48N6

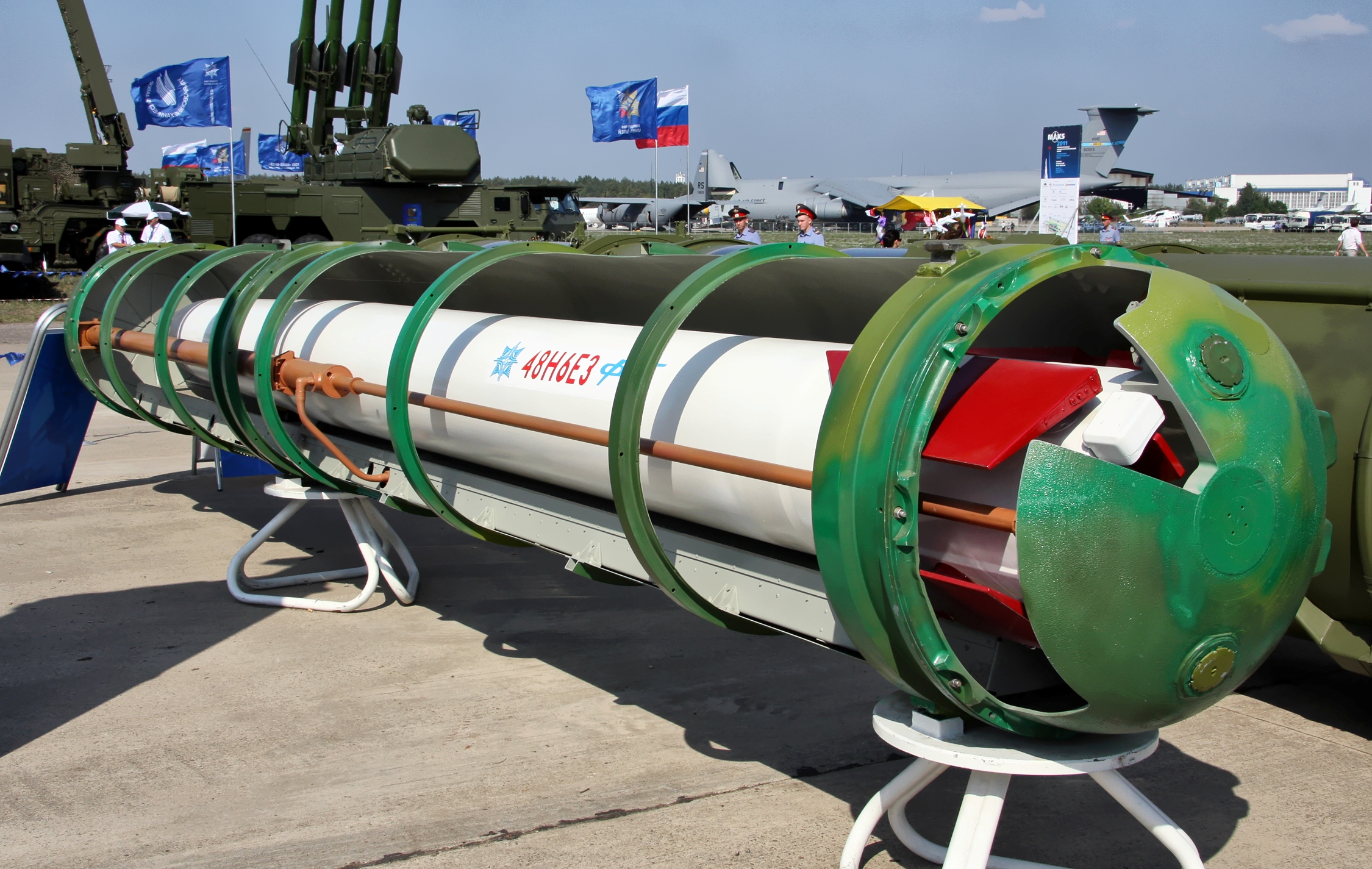
Schnittmodell durch die Transportcontainer mit der innenliegenden Lenkwaffe 48N6E3

Die primären Lenkflugkörper der S-400 sind die Typen 48N6D und 48N6DM vom MKB Fakel. Der Typ 48N6D wurde in den späten 1990er-Jahren für die S-300PM entwickelt. Der Typ 48N6DM ist eine verbesserte Ausführung des 48N6D-Lenkflugkörpers und wurde speziell für die S-400 entwickelt. Die Exportbezeichnungen dieser beiden Lenkflugkörper lauten 48N6E2 und 48N6E3. Die 48N6D/DM-Lenkflugkörper haben einen typisch zylinderförmigen Rumpf und sind in vier Sektionen aufgeteilt: Hinter der Lenkflugkörperspitze befinden sich der Suchkopf, die Elektronik und der Näherungszünder. Unmittelbar dahinter ist der Splittergefechtskopf untergebracht. Dieser erzeugt bei der Detonation sowohl leichte als auch schwere Fragmente. Anschließend folgt das einstufige Feststoffraketentriebwerk. Im Heck sind die Aktuatoren sowie die Strahlruder für die Schubvektorsteuerung untergebracht. Ebenso befinden sich am Heck vier trapezförmige Steuerflächen.
Die 48N6D-Lenkflugkörper werden in versiegelten, vor Witterungseinflüssen geschützten Transport- und Startbehältern aus dem Herstellungswerk geliefert. Die Lenkflugkörper können ohne Kontrolle zehn Jahre in den zylinderförmigen Behältern transportiert und gelagert werden. Zu Kontrollzwecken besitzen die Lenkflugkörper einen eingebauten elektronischen Selbsttest, der durch das Bedienungspersonal an einem Kontrollkasten an den Startbehältern durchgeführt werden kann. Jeweils vier Transport- und Abschussbehälter sind auf einem Werfer installiert. Mittels eines Katapults werden die Lenkflugkörper aus den Transport- und Abschussbehältern auf eine Höhe von 20–30 m geschleudert. Erst dort zündet das Feststoffraketentriebwerk. Die Lenkflugkörper können in einem minimalen Intervall von 3 Sekunden gestartet werden.
Nach dem Start beschleunigen die Lenkflugkörper mit einem Lastvielfachen von bis zu 31 g. Das Feststoffraketentriebwerk hat eine Brenndauer von 10 bis 12 Sekunden und beschleunigt die Rakete auf über 2.000 m/s. Der weitere Flug erfolgt antriebslos. Der Lenkflugkörper wird auf einer semiballistischen Flugbahn in Richtung eines angenommenen bzw. berechneten Treffpunkts mit dem Ziel abgefeuert. Kursänderungen werden durch das 92N2-Feuerleitradar ermittelt und mit einem Datenlink an den Lenkflugkörper gesendet. Die Steuerung erfolgt in dieser Flugphase hierbei mittels eines Inertialen Navigationssystems. Für den Zielanflug wird der raketeneigene halbaktive Radarsuchkopf sowie das Track-via-Missile-System aktiviert. Der Zielanflug erfolgt nach dem Prinzip der Proportionalnavigation. Kommt das Flugziel in den Ansprechradius des Näherungszünders, wird der Splittergefechtskopf gezündet. Bei einem Direkttreffer wird der Sprengkopf durch den Aufschlagzünder ausgelöst.

#### 40N6
Als Ersatz für die Lenkflugkörper des S-200-Systems wurde ein neuer Lenkflugkörper mit großer Reichweite gefordert. Mit der Entwicklung dieser 40N6-Lenkwaffe wurde 2003 begonnen. Offensichtlich gab es bei der Entwicklung Probleme und die Einführung der 40N6-Lenkwaffe verzögerte sich immer wieder. Die ersten Schießversuche erfolgten erst im Jahr 2014. Während der Entwicklung wurde verschiedene Male angekündigt, dass der 40N6-Lenkflugkörpertyp unmittelbar vor der Einführung bei den russischen Streitkräften stehe. Ebenso unterlagen die Informationen zum 40N6-Lenkflugkörper einer ausgeprägten Desinformationskampagne. So wurde u. a. über eine Reichweite von über 450 km mit einer maximalen Abfanghöhe von 185 km berichtet. Weiter wurde die Einführung des 40N6-Lenkflugkörpers immer wieder angekündigt und es wurden stark abweichende Leistungsparameter veröffentlicht. Schließlich wurden im Sommer 2018 an dem International Miltary-Technical Forum ARMY-2018 die ersten technischen Daten zum 40N6-Lenkflugkörper veröffentlicht. Weiter wurde im Oktober 2018 vermeldet, dass die ersten 40N6-Lenkflugkörper nach rund 15 Jahren Entwicklungszeit an die Streitkräfte Russlands geliefert wurden. Bis zum Jahr 2027 wollen die russischen Streitkräfte mehr als 1000 40N6-Lenkflugkörper beschaffen. Der Lenkflugkörper 40N6 ähnelt in Größe und Gewicht dem Typ 48N6DM, ist aber für Langstreckeneinsätze gegen Aufklärungs- und Frühwarnflugzeuge optimiert. Nach wie vor ist über den 40N6-Lenkflugkörper wenig bekannt und es existieren keine öffentlich zugänglichen Bilder. Vermutlich verwendet er einen Feststoff-Doppelpulsmotor sowie einen lenkwaffeneigenen aktiven Radar-Suchkopf. Die durchschnittliche Fluggeschwindigkeit beträgt 1190 m/s.
|                                 | 48N6D                       | 48N6DM                      | 40N6                        |
| ------------------------------- | --------------------------- | --------------------------- | --------------------------- |
| Länge                           | 7,50 m                      | 7,57 m                      | 7,57 m                      |
| Durchmesser                     | 519 mm                      | 519 mm                      | unbekannt                   |
| Flügelspannweite                | 1.134 mm                    | 1.134 mm                    | unbekannt                   |
| Gewicht                         | 1.835 kg                    | 1.888 kg                    | 1.895 kg                    |
| Gefechtskopf                    | 143 kg Splittergefechtskopf | 180 kg Splittergefechtskopf | 126 kg Splittergefechtskopf |
| Reichweite (Luftziel)           | 3 bis 200 km                | 3 bis 250 km                | 5 bis 380 km                |
| Reichweite (ballistisches Ziel) | 5 bis 40 km                 | 5 bis 60 km                 | 15 km                       |
| Höhenbereich                    | 10 bis 27.000 m             | 10 bis 27.000 m             | 10 bis 30.000 m             |
| Zielgeschwindigkeit             | max. 2.800 m/s              | max. 4.800 m/s              | max. 4.800 m/s              |

#### Weitere Lenkwaffen
Während der Entwicklungsphase wurde immer wieder über die Verwendung weiterer Lenkwaffentypen spekuliert. So nannten einige Quellen den Lenkwaffentyp 9M96, welcher später ebenfalls mit der S-400-Serienversion zum Einsatz kommen sollte. Die Integration der 9M96-Lenkwaffen wurde vom Hersteller verfolgt und es wurde ein Prototyp von einem Startfahrzeug erstellt. Weiter erfolgten auch Schießversuche mit der 9M96-Lenkwaffe. Obwohl die 9M96-Lenkwaffen mehrfach im Zusammenhang mit der S-400 präsentiert wurden, scheint dieser Lenkwaffentyp nicht in die S-400-Systeme der Streitkräfte Russlands integriert worden zu sein. Für Exportkunden der S-400 stehen diese Lenkwaffen als Option zur Verfügung.

## Gefechtsgliederung
Ein S-400-Regiment besteht aus einem 91N6-Überwachungsradar und einem 55K6-Feuerleitstand, der bis zu sechs 98Sch6-Batterien befehligen kann. Jede Batterie besteht aus einem 92N2-Feuerleitradar und bis zu zwölf Lenkflugkörper-Startfahrzeugen.

## Kriegseinsätze

### Russischer Überfall auf die Ukraine seit 2022
Der erste Kriegseinsatz der S-400 erfolgte beim russischen Überfall auf die Ukraine 2022. In den ersten Kriegstagen soll mit einer S-400 eine ukrainische Suchoi Su-27 aus über 150 km Entfernung über Kiew abgeschossen worden sein.
Am 15. September 2023 sollen ukrainische Streitkräfte nach Angaben der Kyiv Post zunächst mit Drohnen die Radars und Antennen einer russischen S-400-Stellung auf der Krim angegriffen haben. Anschließend seien die S-300/400-Stellungen mit zwei Neptun-Marschflugkörpern bekämpft worden. Am 25. Oktober 2023 sollen ukrainische Streitkräfte mit ATACMS-Kurzstreckenraketen eine S-400-Stellung in der Nähe von Luhansk beschädigt haben.
Mitte April 2024 zerstörte die Ukraine mehrere Lenkwaffenwerfer und die Radars wurden mindestens beschädigt. Am 16. Mai 2024 wurden auf der Krim Geräte zerstört oder mindestens beschädigt. Am 24. Mai wurden Teile einer Batterie in der Region Donezk zerstört und am 3. Juni wurden zwei TELs auf russischem Boden bei Belgorod zerstört. Am 12. Juni wurde mindestens ein S-400-Radar vermutlich zerstört.
In der Nacht vom 23. auf 24. November 2024 wurde eine S-400-Stellung des 1490. Garde-Flugabwehrraketenregiments der 6. Armee der Russischen Föderation in der Oblast Kursk von ukrainischen Kräften zerstört.

### Kaschmir-Konflikt
Während der „Operation Sindoor“ im Zuges des Kaschmir-Konfliktes im Mai 2025, setzten die Streitkräfte Indiens die S-400 gegen Luftziele der Pakistan Air Force ein.

## Nutzerstaaten
- Algerien – Seit dem Jahr 2015 befinden sich 3 Regimenter S-400 (6 Batterien, 48 Start- bzw. Transportfahrzeuge) im Dienst.[48]
- Belarus – Seit August 2018 ist eine unbekannte Anzahl an Batterien S-400 aufgestellt.[49]
- Indien – Im Oktober 2018 bestellte Indien für 5,43 Milliarden US-Dollar S-400-Systeme in Russland. Die Bestellung umfasst 5 S-400-Regimenter mit jeweils 2 Batterien mit je 8 Startfahrzeugen. Die ersten Systeme wurden im Herbst 2021 an Indien geliefert. Nachdem 3 Regimenter ausgeliefert wurden, wird sich die Lieferung der verbleibenden 2 Regimenter aufgrund des Russischen Überfalls auf die Ukraine bis mindestens 2026 verzögern.[50][51][52][53]
- Russland – Stand 12. September 2019 befanden sich 32 Regimenter / 60 Batterien / 480 Start- bzw. Transportfahrzeuge im Dienst.
Erläuterung zur russischen Luftabwehrformation: 1 Regiment S-400 besteht standardmäßig aus 2 Batterien, die jeweils aus mindestens 8 Start- bzw. Transportfahrzeugen bestehen.[54] In Einzelfällen unterscheidet sich allerdings die Anzahl der Batterien innerhalb eines Regiments. Die Einheiten sind wie folgt disloziert;
1| 1 Batterie im 4. Luftabwehrregiment der Luftstreitkräfte 606 in Elektrostal im Jahr 2007[55] und 1 Batterie im Jahr 2009.[56]
2, 3| 2 Batterien im 5. Luftabwehrregiment der Luftstreitkräfte 210 in Dmitrow[57] und 2 Batterien im 5. Luftabwehrregiment der Luftstreitkräfte 93 in Swenigorod[58] im Jahr 2011.
4, 5, 6| 2 Batterien im 93. Luftabwehrregiment der Luftstreitkräfte 589 in Nachodka,[59] 2 Batterien im 44. Luftabwehrregiment der Luftstreitkräfte 183 in Kaliningrad,[60] und 2 Batterien im südlichen Militärbezirk[61] im Jahr 2012.
7, 8, 9| 2 Batterien im 4. Luftabwehrregiment der Luftstreitkräfte 549 in Kurilowo,[62] 2 Batterien im 1. Luftabwehrregiment der Luftstreitkräfte 531 in Poljarny[63] und 3 Batterien im 53. Luftabwehrregiment der Luftstreitkräfte 1532 in Petropawlowsk-Kamtschatski[64] im Jahr 2014.
10, 11, 12, 13, 14| 2 Batterien im 41. Luftabwehrregiment der Luftstreitkräfte 590 in Nowosibirsk, 2 Batterien im 2. Luftabwehrregiment in der Oblast Leningrad,[65] 2 Batterien im 93. Luftabwehrregiment der Luftstreitkräfte 1533 in Wladiwostok,[66] 2 Batterien in Nowaja Semlja und 2 Batterien in Tiksi[67] im Jahr 2015.
15, 16, 17, 18| 2 Batterien im 5. Luftabwehrregiment in der Oblast Moskau,[68] 2 Batterien im 18. Luftabwehrregiment der 31. Division der Luftstreitkräfte in Feodossija,[69] 2 Batterien im Luftabwehrregiment in der Oblast Leningrad,[70] und 2 Batterien im Luftabwehrregiment der Luftstreitkräfte der 1. Armee in der Oblast Moskau[71] im Jahr 2016.
19, 20, 21, 22, 23| 1 Batterie im 1528. Luftabwehrregiment der 1. Division der Luftstreitkräfte, der 45. Armee des vereinigten strategischen Kommandos „Norden“, in Sewerodwinsk,[72] 2 Batterien im Luftabwehrregiment,[73] weitere 2 Batterien im Luftabwehrregiment,[74] 1 Batterie im Luftabwehrregiment in der Oblast Leningrad,[75] und 2 Batterien im Luftabwehrregiment des östlichen Militärbezirks in Primorje[76] im Jahr 2017.
24, 25, 26, 27, 28, 29, 30| 1 Batterie im Luftabwehrregiment in Sewastopol,[77] 2 Batterien im Luftabwehrregiment in der Oblast Saratow,[78] 2 Batterien im Luftabwehrregiment im östlichen Militärbezirk,[79] 1 Batterie im Luftabwehrregiment in Jewpatorija,[80] 1 Batterie im Luftabwehrregiment in Dschankoj,[81] 2 Batterien im Luftabwehrregiment in der Region Chabarowsk,[82] und 2 Batterien im Luftabwehrregiment in der Oblast Leningrad[83] im Jahr 2018.
31, 32| 2 Batterien im Luftabwehrregiment in der Oblast Kaliningrad[84] und weitere 2 Batterien[85] im Jahr 2019.

- Türkei – Die Türkei unterzeichnete im September 2017 einen Vertrag über die Lieferung des S-400 Systems und leistete eine Anzahlung. Die Gesamtsumme des Vertrags beläuft sich auf ca. 2,5 Mrd. US-Dollar und beinhaltet ein S-400-Regiment bestehend aus zwei Bataillonen (Batterien) sowie 192 Lenkwaffen.[86][87][88] Das S-400 ist nicht NATO-kompatibel und wurde als NATO-Bedrohung angesehen. Das Verteidigungsministerium der Vereinigten Staaten stellte die Türkei im Juni 2019 ultimativ vor die Wahl, sich entweder für die amerikanische F-35 oder das russische Raketensystem zu entscheiden. Die USA befürchten unter anderem, dass durch den Einsatz der F-35 im Reichweitenbereich der S-400 Erkenntnisse über deren Radarprofil erlangt werden könnten. Weiter befürchten die USA die Weitergabe dieser Erkenntnisse an Russland.[89] Nachdem sich die Türkei 2017 für das S-400-System entschieden hatte, wurde von Seiten der USA die Auslieferung der ersten F-35 gestoppt. Ebenso wurde auch die türkische Zusammenarbeit bei der Entwicklung und Produktion der F-35 sistiert.[90] Am 12. Juli 2019 trafen die ersten S-400-Komponenten auf der Luftwaffenbasis Mürted ein.[91] Nach ersten Test mit den S-400-Radars kündigte die Türkei an, das S-400-System im Oktober 2019 in Betrieb nehmen zu wollen. Daraufhin drohten die USA mit Wirtschaftssanktionen im Rahmen des Countering America’s Adversaries Through Sanctions Act (CAATSA).[92] Ende 2019 vermeldete die Türkei die S-400-Systeme spätestens im April 2020 in Betrieb nehmen zu wollen. Nachdem dieses Datum verstrichen war, vermeldete die Türkei, dass sich die Inbetriebnahme infolge der COVID-19-Pandemie weiter verzögern werde.[93] Im Oktober 2020 testete die Türkei das S-400-System auf dem Raketentestgelände Sinop am Schwarzen Meer. Dabei wurden drei Lenkwaffen gestartet.[92][94] Daraufhin drohten die USA weiter mit Wirtschaftssanktionen, sollte die Türkei das S-400-System in Betrieb nehmen.[92] Am 14. Dezember 2020 verhängte die scheidende Regierung Trump wegen der Beschaffung des Systems Sanktionen gemäß Abschnitt 231 des CAATSA gegen das dem Büro des Präsidenten der Republik Türkei unterstellte Direktorat für Verteidigungsindustrie (Savunma Sanayii Başkanlığı, SSB), das für die Entwicklung, Produktion und Beschaffung von Waffensystemen zuständig ist. Zu den Sanktionen gehören das Verbot sämtlicher US-Exportlizenzen und -genehmigungen für das SSB sowie Einreiseverbote für und das Einfrieren eventueller Vermögenswerte von SSB-Leitungspersonal in den USA.[95] Die Trump-Regierung hatte die vom US-Kongress seit langem parteiübergreifend geforderten Sanktionen zuvor immer abgelehnt, sodass der Kongress schließlich eine Klausel in den National Defense Authorization Act für den Verteidigungshaushalt 2021 einbrachte, die die Regierung Trump ohnehin gezwungen hätte, innerhalb einer Frist von 30 Tagen nach Inkrafttreten dieses Gesetzes Sanktionen zu verhängen.[96][97][98]

In Ankara hieß es im Jahr 2022, die S-400 sollen unter amerikanischer Anleitung eingelagert werden.
- Volksrepublik China – China war der erste Exportkunde der S-400 und bestellte im Jahr 2014 zwei S-400-Regimenter mit insgesamt vier Batterien sowie 128 48N6DM- und 40N6-Lenkflugkörper. Die erste Batterie wurde im Frühling 2018 geliefert. Bei einer weiteren Lieferung im Jahr 2019 wurden die S-400-Komponenten beim Schiffstransport beschädigt (darunter alle 40N6-Lenkflugkörper), so dass China die Annahme der Lieferung verweigerte. Nach Streitigkeiten über die entstandenen Liefer- und Reparaturkosten wurde die zweite S-400-Batterie erst im Dezember 2020 an China geliefert.[100][101][102]